# Hercules nell'inferno degli dei
Hercules nell'inferno degli dei (Hercules in the Underworld) è un film televisivo del 1994 diretto da Bill L. Norton.
Gli interpreti principali sono Kevin Sorbo, Anthony Quinn, Tawny Kitaen e Marley Shelton. In ruoli secondari appaiono Cliff Curtis e il wrestler Jorge González.
È il quarto di una serie di 5 film utilizzati per introdurre il telefilm Hercules ed è preceduto da Hercules e il cerchio di fuoco.

## Trama
Quando si apre una voragine in un villaggio, Hercules ancora una volta viene in aiuto e si affaccia in una delle sue sfide più difficili: la voragine porta direttamente nell'inferno degli dei. Il figlio di Giove questa volta dovrà dimostrare veramente di avere il sangue di un Dio e soprattutto di essere immortale.

## Distribuzione e trasmissione
Il film venne doppiato in italiano e distribuito in VHS sul territorio nazionale nel novembre 1995. Nel primo doppiaggio gli dei dell'Olimpo erano chiamati con i loro nomi greci ed Hercules era chiamato Ercole. Quando però la Mediaset acquisì i diritti di trasmissione di Hercules (e di conseguenza anche di questo film), Hercules nell'inferno degli dei venne completamente ridoppiato per omologare le voci a quelle nuove scelte per il telefilm. Durante il ridoppiaggio, il protagonista venne rinominato Hercules e gli dei dell'Olimpo vennero chiamati con i loro nomi romani. Inoltre, quando venne trasmesso in prima TV su Italia 1, il film venne accorpato alla prima stagione della serie TV e rinominato Hercules nel regno dei morti.

## Cast
- L'attore neozelandese Cliff Curtis, che nella pellicola interpreta il centauro Nessus, lavorò anche nel sesto episodio della prima stagione di Hercules: The Legendary Journeys, ossia Hercules e i centauri, impersonando Nemis, fratello gemello di Nessus.
- Jorge González, che impersonò Eryx il pugile, fu un cestista e wrestler argentino. Era alto 231 cm, è ricordato nel mondo del wrestling professionistico per essere stato l'atleta più alto ad avere mai calcato un ring, è morto nel 2010 per problemi legati al gigantismo e al diabete.
- Appare in due brevi camei Michael Hurst (interprete di Iolao): interpreta un ubriaco all'inizio del film e Caronte, il traghettatore.